# Швабський союз
Шва́бський сою́з (нім. Schwäbischer Bund; 1488—1534 роки) — союз, укладений містами й князями Швабії на пропозицію імператора Фрідріха III з метою підтримки земського миру в країні.
Проєкт договору, який склали майнцький архієпископ Бертольд Геннеберзький і старшина лицарського товариства Святого Георгія, союзники підписали 14 лютого 1488 в Еслінгені. Спочатку до складу союзу увійшли товариство Святого Георгія і 22 Швабських міста, до яких пізніше приєдналися герцог Сигізмунд Тірольський, граф Ебергард Вюртемберзький, маркграф Бранденбург-Ансбаський, маркграф Баденський Христоф I, герцог Альбрехт Баварсько-Мюнхенський, єпископи Аугсбургу і Констанцу, ландграф Гессенський, єпископ Тріру та пфальцький курфюрст.
На чолі союзу поставлено союзну раду, що складалася з трьох колегій: князів, міст, прелатів і дворян; у кожній колегії було по 9 членів, з яких один призначався старшиною (нім. Hauptmann). Для відбиття нападів на членів союзу засновано союзне військо з 12 тисяч піших та 1200 кінних солдатів; для вирішення спорів між членами спілки започатковано союзний суд.
Спілка спочатку уклали на 8 років, але він відновлювався аж до 1534 року.
Свою силу союз виявив у боротьбі з герцогом Ульріхом Вюртемберзьким, якого було розбито й вигнано зі Швабії.
Союзне військо під керівництвом союзного старшини (трухзеса) Георга фон Вальдбурга також енергійно діяло під час селянського повстання 1525 року: воно розпорошило селянські полчища при Кенігсгофені та Інгольштадті. Під впливом Австрії та Габсбургів союз віддав їм Вюртемберг і став чинити опір поширенню Реформації. Остання обставина викликала розкол, що призвів до скасування союзу. Коли 1534 року минув термін договору, укладеного 1523 року, союзу більше не відновлювали.
Спроби баварського канцлера Екка (1535 року) та імператора Карла V (1547 року) відновити союз особливого успіху не мали.